# Hakka TV
Hakka TV (en chino tradicional, 客家電視台; en pha̍k-fa-sṳ : Hak-ka Thìen-shì-thôi) es un canal de cable satelital idioma hakka operado por Taiwan Broadcasting System (TBS) en Taiwán, lanzado el 1 de julio de 2003. 
El Consejo de Asuntos Hakka se encargó de supervisar la estación hasta que los legisladores taiwaneses la agregaron al Sistema de Radiodifusión de Taiwán en abril de 2011.  Es la única estación de televisión del mundo que transmite principalmente sus programas en lengua hakka.  Taiwan Today dijo: "El éxito de Hakka TV se debe en gran medida a sus dramas de alta calidad, muchos de los cuales se inspiran en la literatura hakka". 